# Hitomi Nakamichi
Hitomi Nakamichi (中道 瞳, Nakamichi Hitomi) est une ancienne joueuse de volley-ball japonaise née le 18 septembre 1985 à Jōyō. Elle mesure 1,59 m et jouait au poste de passeuse. Elle a totalisé 87 sélections en équipe du Japon.

## Biographie
Avec l'équipe du Japon de volley-ball féminin, elle est médaillée de bronze olympique en 2012 à Londres.

## Clubs
| Club                       | De        | À         |
| -------------------------- | --------- | --------- |
| KyotoTachibana high school |           | 2003-2004 |
| Toray Arrows               | 2004-2005 | 2016-2017 |

## Palmarès

### Équipe nationale
- Jeux olympiques
  -  2012 à Londres.
- Grand Prix Mondial
  - Finaliste : 2014.

### Clubs
- Championnat du Japon (4)
  - Vainqueur : 2008, 2009, 2010, 2012.
  - Finaliste : 2011, 2013.

### Distinctions individuelles
- World Grand Champions Cup féminine 2013: Meilleure passeuse[2].